# جون ديفيس (لاعب كرة قاعدة أمريكي)
جون ديفيس (بالإنجليزية: John Davis)‏ هو لاعب كرة قاعدة أمريكي، ولد في 5 يناير 1963 في شيكاغو في الولايات المتحدة.

## وصلات خارجية
- جون ديفيس (لاعب كرة قاعدة أمريكي) على موقعبيزبول رفرنس.كوم (الدوري الرئيسي) (الإنجليزية)